# 1977 у науці
1977 рік у науці
У 1977 році в галузі науки і техніки сталось багато значущих подій, перерахованих нижче:

## Події

### Астрономія і космос
- 10 березня — кільця Урана виявлені Обсерваторією Койпера (рос. Kuiper Airborne Observatory), вимірювання зоряного покриття.
- 12 серпня — у НАСА було проведене перше випробування американського космічного корабля «Ентерпрайз», що стартував зі «спини» спеціально обладнаного літака Boeing 747 і після двадцятихвилинного польоту приземлився в пустелі Мохаве (штат Каліфорнія).
- 15 серпня — радіообсерваторія Університету штату Огайо, працюючи над проєктом мережа (SETI), отримує сильний вузькосмуговий радіосигнал з глибокого космосу. Ця подія отримала назву сигнал Wow! для позначення, зроблених  дослідником Джеррі Р. Ехманом.
- 20 серпня — програма «Вояджер»: Сполучені Штати Америки запускають космічний корабель «Вояджер-2».
- 5 вересня — програма «Вояджер»: «Вояджер-1» був запущений після невеликої затримки.
- 20 вересня — явище Петрозаводськ спостерігається у північному небі.
- 2060 Хірон, перший астероїд із зовнішньої Сонячної системи, відомий як кентаври, що були відкриті Чарлі Ковалем.
- Відкриття Карієвої карликової галактики вченими Великої Британії телескопом Шмідта.
- Об'єкти Торна — Житков, дивний гібрид червоних надгігантів і нейтронних зір, спочатку, як припущення.

### Біологія
- Відстежується перший повний геном — крихітні бактерії-віруси під назвою Пхі ФХ 174, з 11 генами, і трохи більше 5000 парами основ[1].
- Карл Воуз і Джордж Е. Фокс класифікували археї, як новий окремий домен життя[2].

### Інформатика
- Січень — Commodore PET  було оголошено на зимовій виставці CES. Перші одиниці  були доставлені клієнтам у жовтні. Зворотні замовлення для популярної системи тривають кілька місяців, а на початку 1978 року Commodore припиняє випуск моделі 4KB. ПЕТ — це запуск комп'ютера Коммодора, який пізніше отримав популярність як Коммодор 64 у 1982 році, як одна з найбільш масових домашніх комп'ютерів, випущених кількістю 17 мільйонів[3].
- 5 червня — перші домашні комп'ютери  Apple II (в основному розроблені Стівом Возняком) надійшли в продаж у США, серед перших вдалих серійних мікрокомп'ютерів Apple[4][5]
- 3 серпня — Корпорація «Tandy» оголосила про вихід першого масового персонального комп'ютера TRS-80 на пресконференції в Нью-Йорку. Radio Shack починає продаж у вересні, і, незважаючи на прогноз продажів лише 3000 одиниць на рік, понад 10 000 було продано лише за півтора місяця. Радіо Shack розробить цілу лінійку комп'ютерів протягом наступних 20 років.
- Вересень — випуск домашньої ігрової консолі Атарі 2600.

### Криптографія
- RSA алгоритм для криптографії відкритого ключа описується Роном Рівестом, Аді Шаміром та Леонардом Адлеманом  з Массачусетського технологічного інституту.

### Історичні науки
- Рой Портер публікує працю Геологія: наука про Землю у Великій Британії в 1660—1815 роках.

### Математика
- Гільєль Фюрстенберг переформульовує теорему Семереді згідно з ергодичною теорією[6].
- Лайош Сіліассі відкриває багатогранник Сілассі.

### Медицина
- 18 січня — вчені виявляють раніше невідомі бактерії, як причину «хвороби легіонерів».
- 3 липня — Доктор Реймонд Дамадіан з Ларрі Мінькоффом і Майклом Голдсмітом проводять першу магнітно-резонансну томографію сканування тіла людини[7][8][9][10].
- 16 вересня — перший перкутанне коронарне втручання  у живого пацієнта здійснює кардіолог Андреас Грунтциг у Цюриху[11][12].
- 26 жовтня — останнє у світі природне зараження віспою фіксується в Сомалі[13].
- 16 грудня — імплантовано перший мікроелектронний багатоканальний кохлеарний імплантат, розроблений Інгеборг Гохмайр та Ервіном Гохмайром.

### Океанографія
- 7 лютого — відкриття глибоководних гідротермальних джерел вентиляційних екосистем в океанічних водах поблизу Галапагоських островів.

### Технології
- 23 серпня — Госсамер Кондор демонструє перший літальний апарат (мускулоліт), здатний керувати та постійно літати, вигравши приз Кремера. Він був створений Полом МакКріді та Пітером Лісаман з Аеро Віронментом. Його пілотував Браян Аллен на мінтерському полі в місті Шафтер, штат Каліфорнія.
- 1 грудня — Lockheed Have Blue став першим стелс-літаком.
- Перший тренувальний спортивний бюстгальтер, винайшли Ліза Ліндал і Поллі Сміт у Сполучених Штатах Америки.

## Наукові нагороди 1977 року

### Лауреати Нобелівської премії
- Нобелівські премії:
  - Фізика — Філіп Воррен Андерсон, сер Невілл Френсіс Мотт, Джон Хасбрак ван Флек
  - Хімія — Ілля Романович Пригожин
  - Медицина — Роже Гіймен, Ендрю Віктор Шаллі, Розалін Ялоу

### Премія Тюрінга
- Джон Бекус

### Премії НАН України імені видатних учених України
Докладніше: Премії НАН України імені видатних учених України — лауреати 1977 року

### Державна премія України в галузі науки і техніки
Докладніше: Державна премія України в галузі науки і техніки — лауреати 1977 року

## Народились
- 3 травня — Мар'ям Мірзахані (помер у 2017 році), іранський математик.

## Померли
- 16 лютого — Рожа Петер (нар.. 1905), математик, «основоположник рекурсивної теорії функцій».
- 18 квітня — Дмитро Іванович Чижевський, український учений-енциклопедист, культуролог, філософ, дослідник української і слов'янської літератур.
- 3 червня — Арчибальд Гілл (нар.. 1886), англійський фізіолог, лауреат Нобелівської премії з фізіології або медицини.
- 16 червня — Вернер фон Браун (нар.. 1912), німецько-американський фізик та інженер. Він, працюючи у Німеччині, під час Другої світової війни, створив ракету V-2 («Фау-2»), працюючи у США, очолював американську ракетну, а потім космічну програми.